# Calothamnus phellosus
Calothamnus phellosus är en myrtenväxtart som beskrevs av Alexander Segger George. Calothamnus phellosus ingår i släktet Calothamnus och familjen myrtenväxter. Inga underarter finns listade i Catalogue of Life.